# Stazione di Santa Croce di Trieste
La stazione di Santa Croce di Trieste era una fermata ferroviaria situata sulle linee ferroviarie Udine-Trieste e Venezia-Trieste, nella frazione di Santa Croce del comune di Trieste.

## Storia
Sede di Posto di Blocco, la fermata venne soppressa nel 2002.